# Герги, Андромаки
Андромаки Герги (алб. Andromaqi Gjergji; 20 мая 1928, Корча, Албанская республика — 8 июля 2015, Тирана, Албания) — албанский этнолог. Специалист по традиционной албанской одежде.

## Биография
Андромаки Герги родилась в 1928 году в городе Корча. Окончила местную среднюю школу. В 1949 году окончила филологический факультет Педагогического института в Тиране и начала работать в этнографическим отделе Института наук. После основания Тиранского университета она окончила его исторический факультет. Работала в Институте народной культуры по специальности «история албанской одежды». В 1982 году защитила докторскую диссертацию, а в 1993 году ей было присвоено звание звание профессора. Она стала первой женщиной в истории Албании, которая была избрана членом Академии наук Албании в 1999 году.

## Научные интересы
Научные достижения Андромаки Герги включают более за 130 публикаций, в тем числе 7 монографий. Большинство публикаций связаны с вопросами истории костюма, также она была соавтором учебника «История албанского искусства» (1990).
Андромаки Герги обнаружила, что самые ранние археологические свидетельстве албанской обуви Опинга относятся к V—IV векам до нашей эры, что указывает на то, что они были элементами илирийской культуры.

## Память
Андромаки Герги удостоена звания «Почётный гражданин города Корча». В её честь названа одна с улиц города.

## Сочинения
- Gjergji, Andromaqi (2002), Albanian Costumes Through the Centuries: Origin, Types, Evolution, Acad. of Sciences of Albania, Inst. of Folk Culture, ISBN 978-99943-614-4-1
- Gjergji, Andromaqi (1988), Veshjet Shqiptare në Shekuj: Origjina Tipologjia Zhvillimi, Akademia e Shkencave të RPS të Shqipërisë, Instituti i Kulturës Popullore
- Gjergji, Andromaqi (1976), Etnografia shqiptare, vol. 7–8, Akademia e Shkencave e RPSH, Instituti i Historisë, Sektori i Etnografisë